# Periconia shyamala
Periconia shyamala är en svampart som beskrevs av A.K. Roy 1965. Periconia shyamala ingår i släktet Periconia, ordningen Pleosporales, klassen Dothideomycetes, divisionen sporsäcksvampar och riket svampar.   Inga underarter finns listade i Catalogue of Life.